# Кльосов Ігор Анатолійович
Ігор Анатолійович Кльосов (нар. 11 червня 1965, Донецьк, УРСР) — радянський футболіст та латвійський тренер українського походження, виступав на позиції півзахисника.

## Кар'єра гравця
Вихованець херсонської ДЮСШ-3. Дорослу футбольну кар'єру розпочав 1982 року в клубі «Кристал» (Херсон) з Другої ліги СРСР. З 1985 року виступав за аматорські колективи «Буревісник» (Москва) та «Підмосков'я» (Подольськ). Кар'єру гравця завершив 1991 року.

## Кар'єра тренера
Після завершення спортивної кар'єри, Ігор Кльосов деякий час працював дитячим тренером команди «Пардаугава» (Рига). Незабаром увійшов до тренерського штабу дорослої команди. У 1995 році фахівець призначений головним тренером команду Вищої ліги, однак незабаром вона знялася з першості через фінансові проблеми.
Потім Кльосов на різних посадах пропрацював у клубі «Даугава» (Рига). У 1999 році очолив команду та вивів її у Вищу лігу. Однак наступного сезону вона не змогла там закріпитися. У підсумку «Даугава» посіла останнє місце в чемпіонаті, а Ігор покинув клуб.
З 2001 по 2004 рік асистував Олександрсу Старковсу в «Сконто». Згодом Кльосов разом з ним перебрався в московський «Спартак». Там він обіймав посаду другого тренера. Після звільнення з клубу Старковса, Кльосов також покинув «червоно-білих». Після роботи в «Спартаку» був асистентом Старковса в збірній Латвії та в футбольному клубі «Баку».
Під час роботи в московському «Спартаку» проходив тренерське стажування в бременський «Вердері».